# Mycalesis kyllenion
Mycalesis kyllenion är en fjärilsart som beskrevs av Hans Fruhstorfer 1908. Mycalesis kyllenion ingår i släktet Mycalesis och familjen praktfjärilar. Inga underarter finns listade i Catalogue of Life.